# Vargen och lammet
Vargen och lammet är en antik fabel efter Aisopos.
Fabeln handlar om en varg som får tag i ett lamm och vill bevisa sin rätt att äta upp det.
"Du förolämpade mig i fjol" sade vargen. "Då var jag inte född" svarade lammet.
"Du har tjuvbetat på mina marker" sade vargen. "Jag kan inte äta gräs ännu" svarade lammet.
"Du har druckit ur min vattenkälla" sade vargen. "Jag är ett dilamm som bara dricker mjölk" svarade lammet.
"Du står och säger emot hela tiden" sade vargen och åt upp lammet.
Fabelns sensmoral är att våldsverkare alltid finner argument utan hänsyn till sanningen.